# Illancs (slätt i Ungern)
Illancs är en slätt i Ungern.   Den ligger i provinsen Bács-Kiskun, i den centrala delen av landet, 140 km söder om huvudstaden Budapest.